# 尹仁
尹仁（1428年—？），字性之，江西吉安府安福縣人，明朝政治人物。成化己丑進士，官至貴州僉事，因事充軍。

## 生平
天順三年（1459年）舉己卯科江西鄉試第七十名。成化五年（1469年）己丑科進士。任監察御史，巡按貴州，所行多有違法。布政使司照磨黎昊與尹仁同鄉，二人因事積怨。黎昊於是攻訐尹仁巡按期間貪婪怠政。其事上聞，刑部調查得實，二人皆下錦衣衛審問。朝廷命尹仁發配充軍，黎昊也因告發多誣，發口外為民。

## 家族
曾祖父尹元心。祖父尹子志。父尹和，曾任巡檢。